# Popprijs

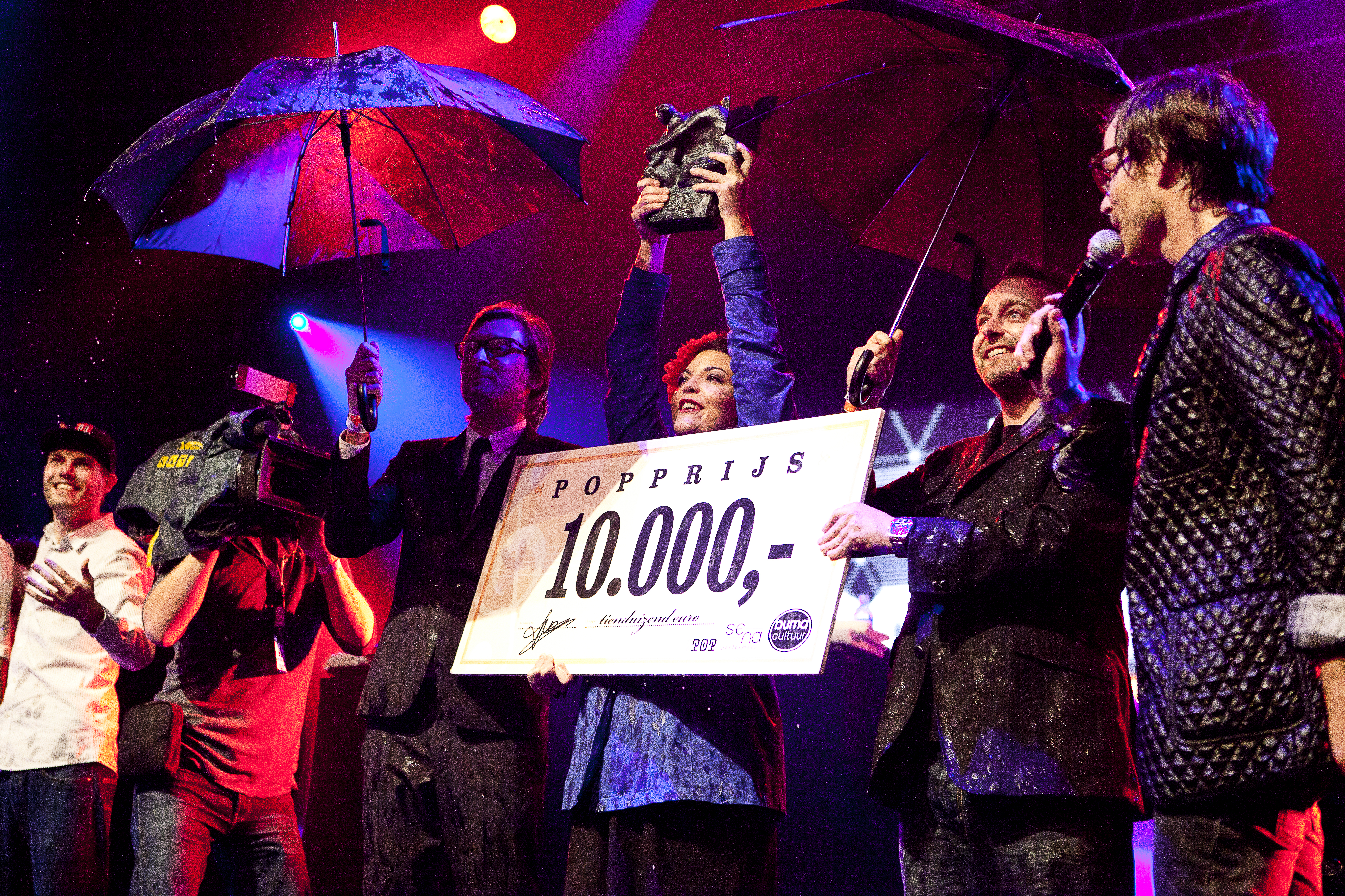
Caro Emerald wint Popprijs 2010 - by Ben Houdijk

De Popprijs is een prijs van Buma Cultuur en wordt sinds 1986 elk jaar in januari uitgereikt tijdens het festival Noorderslag dat onderdeel is van het jaarlijkse conferentie en showcase festival Eurosonic Noorderslag (The European Music Conference and Showcase Festival) in de Nederlandse stad Groningen.
De Popprijs wordt uitgereikt aan de persoon of artiest die in het afgelopen jaar de belangrijkste bijdrage heeft geleverd aan de Nederlandse popmuziek. In de beginjaren werd de prijs onder de titel “BV Popprijs” uitgereikt. Buma Cultuur is een instantie die Nederlandse muziek ondersteunt en promoot, ondersteund door de Nederlandse auteursrechtenorganisatie Buma.
De winnaar werd na de bekendmaking zogenaamd "traditioneel" getrakteerd op een bierdouche. Dit is echter een misverstand. Het festival Noorderslag is ooit begonnen in het Groningse poppodium VERA, als een zogenaamde "battle" tussen Groningen en Friesland. De bezoekers van VERA waren op dat moment vooral leden van de kraak- en alternatieve scene in Groningen. Deze vormden dan ook het grootste deel van het publiek tijdens de eerste edities. Toen het festival verplaatst werd naar de Oosterpoort werd eerst de battle: Nederland - België uitgevochten. Later verwaterde dit concept en werd het een dwarsdoorsnede van popmuziek, Europees en later mondiaal. Het publiek bestond steeds meer uit "gewone" festivalbezoekers. Ook werd vanaf 1992 de Popprijs uitgereikt tijdens Noorderslag, zoals het festival was gaan heten. De eerste winnaars van deze prijs lagen goed binnen de kraak- en alternatieve scene en kregen dan ook geen bierdouche. Toen de als vertegenwoordiger van de gevestigde orde geziene presentator Jan Douwe Kroeske plotseling betrokken was bij het gebeuren werd dit door het publiek gezien als verraad aan het oorspronkelijke ideaal. Hij werd als eerste met bier besproeid. Het commercieel gezien uiterst succesvolle 2 Unlimited won in 1994 de Popprijs en dat moment werd door de kraakscene en de undergroundscene van Groningen uitgekozen om hun afkeuring te laten blijken. Er werd afgesproken de winnaars met bier te bekogelen. De bierdouche was een feit. Een gedeelte van het publiek, "de gewone festivalbezoekers", verkeerde in de veronderstelling dat dit gebruikelijk was bij de uitreiking van de Popprijs. Dat was het begin van deze zogenaamde "traditie". In 2016 besloot de organisatie de bierdouche in de ban te doen. In 2018 werd bekend dat steeds meer artiesten zich in hun contract laten beschermen tegen een bierdouche.
De Popprijs voor 2020 werd niet uitgereikt vanwege de coronapandemie die dat jaar uitbrak. Hierdoor konden veel artiesten dat jaar niet optreden en was het niet gepast om de prijs uit te reiken. Om dezelfde reden werd de Popprijs van 2021 online uitgereikt.

## Winnaars
| - 1986 - Mathilde Santing - 1987 - The Nits - 1988 - Claw Boys Claw - 1989 - Herman Brood - 1990 - Urban Dance Squad - 1991 - The Ex - 1992 - The Scene - 1993 - Bettie Serveert - 1994 - 2 Unlimited - 1995 - Osdorp Posse | - 1996 - Eboman - 1997 - Marco Borsato - 1998 - Junkie XL - 1999 - Postmen - 2000 - Arling & Cameron - 2001 - Anouk - 2002 - Tiësto - 2003 - BLØF - 2004 - Ali B - 2005 - Within Temptation | - 2006 - Spinvis - 2007 - Armin van Buuren - 2008 - De Dijk - 2009 - Kyteman - 2010 - Caro Emerald - 2011 - De Jeugd van Tegenwoordig - 2012 - Racoon - 2013 - The Opposites - 2014 - The Common Linnets - 2015 - New Wave | - 2016 - Martin Garrix - 2017 - Kensington - 2018 - Ronnie Flex - 2019 - Floor Jansen - 2020 - niet uitgereikt - 2021 - DI-RECT - 2022 - Goldband - 2023 - Joost - 2024 - Roxy Dekker |